# Jacques Dessemme
Jacques Victor Dessemme (Bellegarde-sur-Valserine, 16 settembre 1925 – Saint-Julien-en-Genevois, 23 marzo 2019) è stato un cestista francese.

## Carriera
Con la Francia ha disputato i Giochi olimpici di Helsinki 1952, due edizioni dei Campionati mondiali (1950, 1954) e tre dei Campionati europei (1949, 1951, 1953).